# Hans Ruh
Hans Ruh (* 26. April 1933 in Altdorf SH; † 27. September 2021 in Zürich) war ein Schweizer Sozialethiker. Er war Mitbegründer des Ethikfonds «BlueValue».

## Herkunft
Hans Ruh wurde als Kind von Marthe Ruh-Bolle und Gotthilf Ruh, seines Zeichens Lehrer, in der damaligen Gemeinde Altdorf (heute zu Thayngen gehörend) im Kanton Schaffhausen geboren. Der Vater stammte aus dem für Pietismus bekannten Buch SH. Der religiöse Hintergrund bildete sich auch im Leben der zwei Brüder und zwei Schwestern von Hans Ruh ab. Die ersten sechs Jahre der Schulzeit absolvierten die Geschwister beim Vater, danach folgte für Hans Ruh die Realschule in Thayngen, ein Jahr Sekundarschule in Benken durch einen Stellenwechsel des Vaters, sowie darauf folgend das Gymnasium in Schaffhausen. Ab dieser Zeit war Ruh häufig im Haus der Pfarrfamilie Blocher in Laufen, wo ihm Gerhard Blocher bis zur gemeinsamen Studienzeit ein enger Freund war.
Ruh war verwitwet und Vater von zwei Söhnen. Er starb im September 2021 an den Folgen einer Krebserkrankung im Alter von 88 Jahren in Zürich.

## Berufliche Laufbahn
Nach dem Studienbeginn in Zürich 1953 zog es ihn nach drei Semestern nach Basel, um den Vorlesungen von Karl Barth beizuwohnen. Dazu diente auch ein Auslandsemester 1956 in Bonn. Ruh promovierte 1963 als Dr. theol. bei Karl Barth in Berlin. Von 1963 bis 1965 war er Mitarbeiter der Gossner Mission in Ost-Berlin. Danach, von 1965 bis 1983, leitete Ruh das «Institut für Sozialethik» des Evangelischen Kirchenbundes der Schweiz. 1970 habilitierte er sich an der Universität Bern, wo er von 1971 bis 1983 ausserordentlicher Professor war. Zwischen 1983 und 1998 amtete er als ordentlicher Professor an der Universität Zürich und war zugleich Direktor des «Instituts für Sozialethik» in Zürich. Er engagierte sich auch in ethischer Unternehmensberatung sowie der Entwicklung von ethischen Finanzprodukten.
Hans Ruh war Mitglied der Christlichen Friedenskonferenz und nahm an der I. Allchristlichen Friedensversammlung (ACFV) 1961 und an der II. ACFV 1964 in Prag teil.

## Ethische Marktwirtschaft
In seiner Veröffentlichung Ordnung von unten (2011) entwirft Ruh, ausgehend vom Ordnungsmodell der Sozialen Marktwirtschaft, das Konzept einer Ethischen Marktwirtschaft, das er als Antwort auf die «permanenten Krisenlagen» im globalen Raum verstehen wollte.
Jahrzehnte setzte sich Hans Ruh mit dem Thema Bedingungsloses Grundeinkommen auseinander. Seine Gedanken dazu hat er im Buch Bedingungsloses Grundeinkommen: Anstiftung zu einer neuen Lebensform zusammengefasst.

## Schriften (Auswahl)
- Anders, aber besser. Die Arbeit neu erfinden, für eine solidarische und überlebensfähige Welt. Verlag Im Waldgut, Frauenfeld 1995, ISBN 3-7294-0219-6.
- als Hrsg. mit Klaus M. Leisinger: Ethik im Management. Ethik und Erfolg verbünden sich. Orell Füssli, Zürich 2004, ISBN 3-280-05104-5.
- Störfall Mensch. Wege aus der ökologischen Krise. Kaiser, Gütersloh 1995, ISBN 3-579-05141-5.
- mit Thomas Gröbly: Die Zukunft ist ethisch – oder gar nicht. Wege zu einer gelingenden Gesellschaft. Waldgut-Verlag, Frauenfeld 2006, ISBN 3-03-740275-X.
- Ordnung von unten. Die Demokratie neu erfinden. Versus, Zürich 2011, ISBN 978-3-03909-198-0.
- Bedingungsloses Grundeinkommen: Anstiftung zu einer neuen Lebensform. Versus, Zürich 2016, ISBN 978-3-03909-298-7.
- Ich habe mich eingemischt – Autobiografische Notizen. allerArt/Versus, Zürich 2017, ISBN 978-3-909066-10-0.
- Anleitung zur Menschlichkeit – Positionen aus ethischer Sicht. allerArt/Versus, Zürich 2021, ISBN 978-3-909066-20-9.